# Waipapa (rivière de Waikato)
Il existe au moins trois rivières du nom de  Waipapa  (en anglais : Waipapa River) en Nouvelle-Zélande. Celle qui coule dans la région de Waikato est la plus au sud et la plus longue ;  ce cours d’eau est situé dans l’Île du Nord de la Nouvelle-Zélande.

## Géographie
Elle s’écoule vers le nord-est à partir de son origine vers le sud du  Parc forestier de Pureora, passant à travers le coin sud-est du parc pour atteindre le lac « Waipapa » sur le trajet du fleuve Waikato  à 10 kilomètres au nord-ouest de la rivière Mangakino. La rivière Waipapa s’écoule dans le fleuve Waikato au niveau du lac Waipapa, qui est le  réservoir d’eau formé pour les besoins de la Waipapa Power Station.